# Décimo Junio Pera
Décimo Junio Pera  fue un político y militar romano, miembro de la gens Junia, una de las más antiguas y conocidas de Roma. 

## Familia
Fue hijo del político y aristócrata Décimo Junio Bruto Pera y padre del también cónsul romano Marco Junio Pera.

## Carrera política
Fue cónsul del año 266 a. C. con Numerio Fabio Píctor y triunfó en dos ocasiones en este año: la primera vez sobre los sarsinates y la segunda vez sobre los salentinos y mesapios.
Obtuvo la censura en 253 a. C. junto con Lucio Postumio Megelo. Tras la muerte de su colega, abdicó de su puesto político.
Según referencias clásicas, tras la muerte de su padre en el año 264 a. C., Décimo y su hermano Marco organizaron los primeros munera en el foro Boario que consisteron en la lucha a muerte de varios esclavos. Este tipo de actos se volvieron, desde aquel momento, una costumbre común entre las familias nobles de la Antigua Roma, por lo que este espectáculo ha sido reconocido por la historia como los primeros munera realizados en el Estado romano y la base de lo que, varios años después, sería conocido como los Juegos Romanos.